# Araucaria hunsteinii
Araucaria hunsteinii (klinki o klinkii)  es una especie de  Araucaria oriunda de las regiones montañosas de  Papua Nueva Guinea. Se encuentra en peligro de extinción por perdida de hábitat natural.

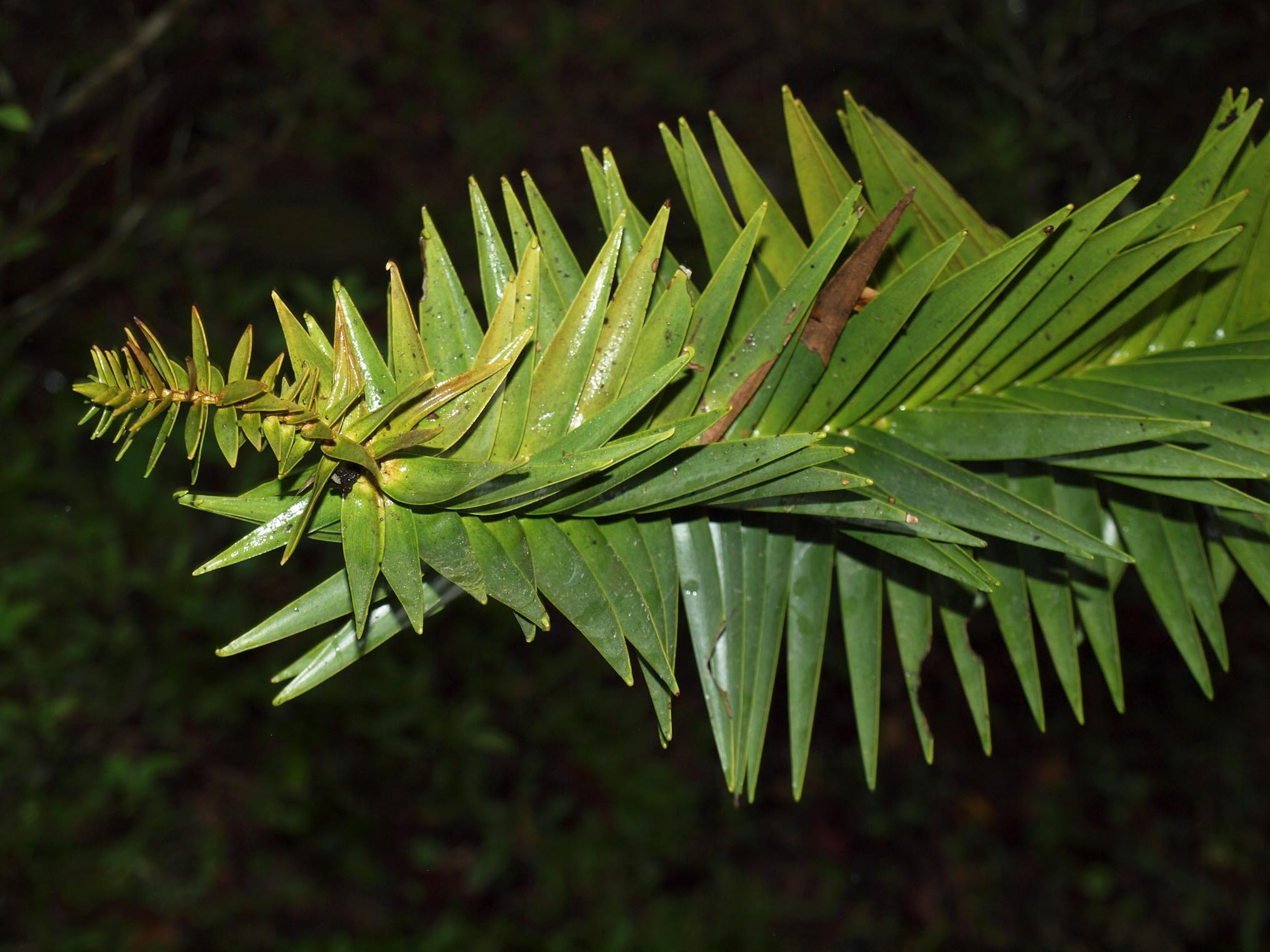
Detalle de las hojas

## Descripción
Es un árbol de hoja perenne y considerables dimensiones, es la especie de más alta dentro de las araucarias y también el árbol de mayor altura en Nueva Guinea. Alcanza entre 50 y 80 metros de longitud, excepcionalmente puede llegar a los 90 de alto y 3 metros de diámetro. Se cultiva para producción de madera en zonas de clima muy húmedo.

## Taxonomía
Araucaria hunsteinii fue descrita por Karl Moritz Schumann y publicado en Die Flora von Kaiser Wilhelms Land 11, t. 4, f. 8. 1889.
Etimología
Araucaria: nombre genérico geográfico que alude a su localización en Arauco.
hunsteinii:epíteto geográfico que alude a su localización en el Monte Hunstein de Papúa Nueva Guinea. 
Sinonimia
- Araucaria klinkii Lauterb.
- Araucaria schumanniana Warb.
- Titanodendron hunsteinii (K.Schum.) A.V.Bobrov & Melikyan
- Titanodendron klinkii (Lauterb.) A.V.Bobrov & Melikyan
- Titanodendron schumanniana (Warb.) A.V.Bobrov & Melikyan	[5][6]